# Mac Coy
Mac Coy is een Franse stripreeks die begonnen is in 1974, met Jean-Pierre Gourmelen als scenarist en de Spanjaard Antonio Hernández Palacios. Het laatste verhaal verscheen in 1999. 
De serie speelt zich af in de Far West rond de periode van het einde van de Amerikaanse Burgeroorlog. Kapitein Alexis Mac Coy 

## Albums
| Nr. | Album                           | Jaar |
| --- | ------------------------------- | ---- |
| 1.  | De legendarische Alexis Mac Coy | 1974 |
| 2.  | De dollars van Holy Joe         | 1975 |
| 3.  | Het gouden masker               | 1975 |
| 4.  | De Kane sisters                 | 1976 |
| 5.  | Comanchero's                    | 1977 |
| 6.  | De witte dood                   | 1977 |
| 7.  | Scalpenjagers                   | 1978 |
| 8.  | Little Big Horn                 | 1980 |
| 9.  | Duivelscanyon                   | 1981 |
| 10. | Fiësta in Durango               | 1982 |
| 11. | Camerone                        | 1983 |
| 12. | De outlaw                       | 1984 |
| 13. | De heuvels van de angst         | 1987 |
| 14. | De zoutwoestijn                 | 1988 |
| 15. | Mescalero Station               | 1989 |
| 16. | De geest in het harnas          | 1990 |
| 17. | De zoete wraak                  | 1991 |
| 18. | De toverkist                    | 1993 |
| 19. | De geheime brief                | 1995 |
| 20. | De verloren patrouille          | 1996 |
| 21. | Op het spoor van miss Kate      | 1999 |